# Buio oltre il sole
Buio oltre il sole (The Mercenaries) è un film del 1968 diretto da Jack Cardiff e tratto dal romanzo L'ombra del sole di Wilbur Smith. I principali interpreti sono Rod Taylor e Yvette Mimieux.

## Trama
Fine 1960, nel pieno della Crisi del Congo, il capitano Bruce Curry, un mercenario americano, giunge a Elisabethville, capitale del Katanga, dove riceve un importante incarico dal nuovo presidente Ubi: raggiungere, con un treno armato speciale, la città fluviale di Port Repriève, nel nord del paese, e portare in salvo i suoi abitanti, ma soprattutto recuperare una grossa partita di diamanti del valore di 50 milioni di Dollari. Da tempo infatti la zona è sotto l'assedio dei ribelli Simba, guidati dal temuto Generale Moses che ora si sta dirigendo proprio sulla cittadina, isolata da mesi. Curry e il suo fidato amico, il sergente Ruffo, originario del posto, organizzano il convoglio e reclutano alcune truppe di mercenari e soldati regolari tra i quali c'è l'ex-ufficiale nazista Henlein, il valido caporale Kataki, il giovane e poco esperto tenente Surrier, ai quali si aggiunge anche il dottor Wreid, un medico militare con problemi di alcolismo.
Inizia così il lungo viaggio verso Port Repriève, segnato da numerosi episodi: il convoglio subisce infatti un attacco da parte di un aereo delle Nazioni Unite, in cui alcuni soldati restano uccisi; lungo la strada viene poi raccolta una ragazza belga, Claire Cartier, sfuggita a un attacco dei ribelli che avevano trucidato la sua famiglia. 

Poco dopo, durante una sosta al Bivio di Msapa, il gruppo incontra due bambini che Henlein non esita a uccidere, ritenendo che siano spie dei Simba, e attirandosi così il rancore di Curry, tanto che i due, quella stessa sera, danno vita a una violenta rissa in cui Bruce arriva quasi ad ammazzare il tedesco, venendo però fermato in tempo da Ruffo.
Il giorno dopo il treno giunge finalmente a destinazione, ma qui sorge un nuovo imprevisto: il sovrintendente Bussier, responsabile dei diamanti, aveva infatti custodito il prezioso carico in un forziere, sbagliando però a calcolare l'ora di apertura, cosa che obbliga il treno a restare in città per altre 3 ore. Così, mentre Ruffo inizia a far salire le persone sul treno, Curry approfitta dell'attesa per raggiungere una vicina missione presieduta da Padre Dominique, che non vuole saperne di lasciare il posto, e qui il capitano scopre che con loro si trova una donna in travaglio da giorni che rischia di morire. Bruce porta quindi Wreid alla missione perché aiuti la donna a partorire, e il dottore decide di tentare un cesareo, ma la sua poca lucidità, dovuta all'alcol, rallenta l'operazione: non potendo aspettare a lungo, Bruce è costretto a lasciare indietro Wreid che, pur sapendo di andare incontro a morte certa, sceglie comunque di restare per salvare la donna e compiere almeno un'ultima buona azione dopo anni sprecati.
Curry rientra così a Port Repriève, dove però poco dopo giungono anche Moses e i Simba che iniziano un violento scontro a fuoco coi Katanghesi. Quando finalmente il forziere si apre, Curry e Bussier prelevano i diamanti e corrono in stazione dove il treno può così ripartire, tra le raffiche di fuoco incrociate. Tuttavia, quando il convoglio sembra ormai in salvo, viene raggiunto da alcuni colpi di mortaio sparati dai Simba: il primo proiettile colpisce il gancio fra gli ultimi due vagoni, e l'ultima carrozza si stacca dal treno, tornando così indietro, per via della pendenza, fino alla città dove tutte le persone a bordo, fra cui Bussier, vengono uccise o catturate dai Simba che si impossessano anche dei diamanti; altri due colpi invece distruggono la locomotiva e i binari, costringendo così il commando ad abbandonare il treno. 

Curry, Ruffo e Henlein, assieme ad alcuni soldati, si organizzano allora per tornare a riprendere i diamanti: al calar della sera il reparto raggiunge senza problemi la città, approfittando della confusione generale tra i Simba, che si stanno dando a festeggiamenti sfrenati, torturando orribilmente le persone catturate, fra le quali c'è anche Surrier: ne segue un altro violento scontro a fuoco in cui Curry e Ruffo penetrano nell'hotel e recuperano i diamanti, e in loro aiuto interviene lo stesso Surrier che, nonostante le ferite, riesce a lanciare una bomba con cui uccide il Generale Moses, morendo però egli stesso. Il gruppo fugge poi via rubando ai Simba una jeep e due camion su cui caricano i profughi superstiti, iniziando così il lungo viaggio di ritorno; il convoglio torna anche alla missione, dove si scopre che anche il dottor Wreid e tutti gli altri occupanti erano stati uccisi dai ribelli.
In seguito, durante la relativa quiete del viaggio, Ruffo chiede per la prima volta a Curry perché stia facendo questo lavoro, spingendolo a riflettere sul perché stia combattendo e se davvero comprende il dramma dei conflitti che stanno dilaniando il Congo. 

Intanto però la benzina sui mezzi inizia ben presto a scarseggiare costringendo il convoglio a fermarsi in una radura presso un fiume; Curry allora prosegue con la sola Jeep, scortato da Kataki, raggiungendo il bivio di Msapa da cui riesce a telegrafare alla base e farsi inviare viveri e carburante. Ma nel frattempo, approfittando della lunga assenza del capitano, Henlein decide di attuare finalmente il piano che aveva in mente fin dall'inizio, ovvero rubare i diamanti, e così uccide Ruffo, ma non riuscendo a trovare le pietre, che Curry aveva in realtà portato con sé, fugge lungo il fiume, su una zattera costruita nottetempo.
Al mattino dopo, ritornato ai camion, Curry scopre quanto accaduto: accecato dal dolore e dall'ira, Bruce parte con la Jeep all'inseguimento di Henlein raggiungendolo facilmente e, dopo una violenta colluttazione, consuma la sua vendetta, uccidendolo in modo atroce; tuttavia il caporale Kataki, sopraggiunto nel frattempo, assiste alla scena ed esprime così a Curry tutto il suo orrore facendolo riflettere su come il suo gesto non sia meno barbaro dei tanti commessi dai loro nemici. 

Durante il viaggio di ritorno, un Curry ormai depresso e provato ripensa a Ruffo e agli eventi degli ultimi giorni, e alla fine decide di cedere il comando della missione a Kataki, comunicandogli di volersi costituire per l'omicidio di Henlein.

## Errori storici
Nel film i ribelli vengono chiamati Simba e si dice che sono i responsabili dell'Eccidio di Kindu, quando in realtà i Simba sono un gruppo di guerrieri formatosi in Congo soltanto nel 1964, mentre il massacro di Kindu fu compiuto il 12 Novembre 1961, ad opera dei miliziani congolesi della Repubblica libera del Congo.
Nella pellicola alcuni ribelli sono vestiti come veri e propri militari, mentre molti altri hanno l'aspetto delle tribù Baluba, altro popolo africano che in quel periodo si trovava nel nord del Katanga.
Curry inoltre dice che i fatti di Kindu sono avvenuti da circa un mese, quindi la storia dovrebbe svolgersi nel Dicembre 1961, ma la situazione politica generale del Congo descritta nel film sembra più vicina a quella di un anno prima, nei mesi a cavallo tra il 1960 e il 1961.

## Riprese
Sebbene il film sia ambientato in Congo, le riprese furono in realtà effettuate in Jamaica, sfruttando la rete ferroviaria locale, oggi dismessa, e impiegando come locomotiva, la vaporiera n.54 che risulta conservata ancora oggi.